# Anne Vernon
Anne Vernon, nome d'arte di Édith Antoinette Alexandrine Vignaud (Saint-Denis, 9 gennaio 1924), è un'attrice francese, attiva soprattutto negli anni '50 e '60 anche nel cinema italiano.

## Biografia
Negli anni dal 1950 al 1972 è stata attrice importante in patria e molto conosciuta anche in Italia, avendo lavorato in circa 40 film e diviso il suo lavoro soprattutto tra produzioni francesi ed italiane.
Il suo debutto cinematografico avvenne in Italia nel 1950, nel film Patto col diavolo, di Luigi Chiarini. Tra i suoi ruoli in film italiani, La donna più bella del mondo (1955) di Robert Z. Leonard, Il conte Max (1957) di Giorgio Bianchi e Il generale Della Rovere (1959) di Roberto Rossellini.
Dopo il ritiro dalle scene si è dedicata alla pittura, vivendo a Grimaud, nel sud della Francia.
È stata moglie di Robert Badinter, avvocato e politico francese.

## Filmografia parziale

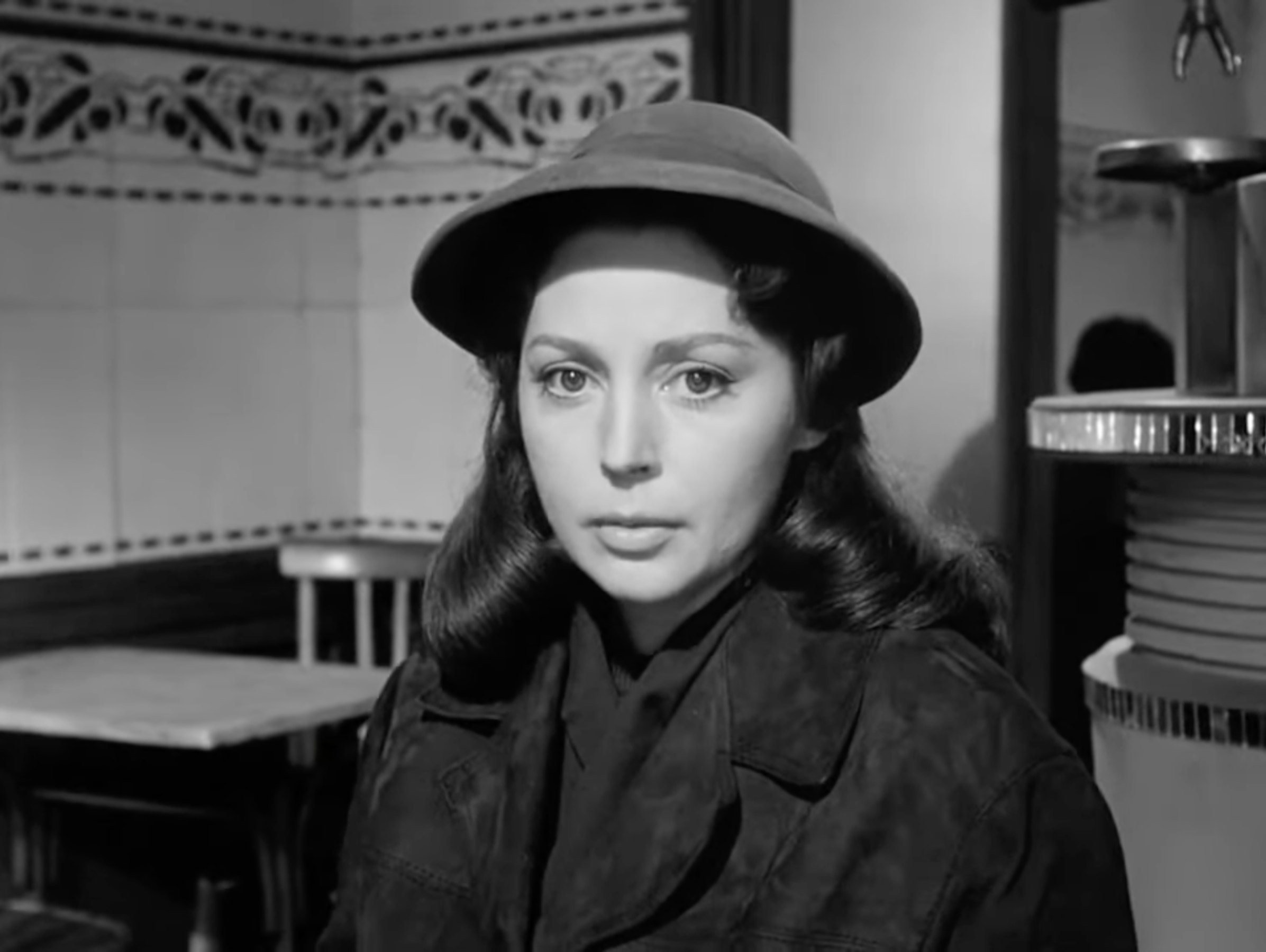
Anne Vernon ne Il generale Della Rovere (1959)

- Patto col diavolo, regia di Luigi Chiarini (1949)
- Jack il ricattatore (Shakedown), regia di Joseph Pevney (1950)
- Edoardo e Carolina (Édouard et Caroline), regia di Jacques Becker (1951)
- Passaporto per l'oriente (A Tale of Five Cities), regia di Montgomery Tully (1951)
- La banda dell'auto nera (Rue des Saussaies), regia di Ralph Habib (1951)
- Massacre en dentelles, regia di André Hunebelle (1952)
- La leggenda di Genoveffa, regia di Arthur Maria Rabenalt (1952)
- Sposata ieri (Jeunes mariés), regia di Gilles Grangier (1953)
- Terrore sul treno (Time Bomb), regia di Ted Tetzlaff (1953)
- Rue de l'Estrapade, regia di Jacques Becker (1953)
- L'idolo (The Love Lottery), regia di Charles Crichton (1954)
- Das Fräulein von Scuderi, regia di Eugen York (1955)
- Il processo dei veleni (L'Affaire des poisons), regia di Henri Decoin (1955)
- La donna più bella del mondo, regia di Robert Z. Leonard (1955)
- Lungo i marciapiedi (Le long des trottoirs), regia di Léonide Moguy (1956)
- Ce soir les jupons volent, regia di Dimitri Kirsanoff (1956)
- Fric-frac en dentelles, regia di Guillaume Radot (1957)
- Il conte Max, regia di Giorgio Bianchi (1957)
- Le lavandaie del Portogallo (Les Lavandières du Portugal), regia di Pierre Gaspard-Huit (1957)
- I terroristi della metropoli (Les Suspects), regia di Jean Dréville (1958)
- Il generale Della Rovere, regia di Roberto Rossellini (1959)
- Laura nuda, regia di Nicolò Ferrari (1961)
- Arsenio Lupin contro Arsenio Lupin (Arsène Lupin contre Arsène Lupin), regia di Édouard Molinaro (1962)
- Les Parapluies de Cherbourg, regia di Jacques Demy (1964)
- L'amico di famiglia (Patate), regia di Robert Thomas (1964)
- Le illusioni perdute (Illusions perdues), regia di Maurice Cazeneuve (1966) - serie TV
- Trappola per l'assassino, regia di Riccardo Freda (1966)
- Surcouf, l'eroe dei sette mari, regia di Sergio Bergonzelli, Roy Rowland (1966)
- Le Démoniaque, regia di René Gainville (1968)
- Thérèse and Isabelle, regia di Radley Metzger (1969)
- Mauregard (1971) - miniserie TV
- Les Dernières Volontés de Richard Lagrange (1972) - serie TV
- L'univers de Jacques Demy, regia di Agnès Varda (1997)

## Doppiatrici italiane
- Dhia Cristiani in La leggenda di Genoveffa, Jack il ricattatore
- Rina Morelli in La donna più bella del mondo
- Andreina Pagnani in Il conte Max
- Rosetta Calavetta in Il generale Della Rovere